# Anthocoris limbatus
Anthocoris limbatus is een wants uit de familie van de bloemwantsen (Anthocoridae). De soort werd het eerst wetenschappelijk beschreven door Franz Xaver Fieber in 1836.

## Uiterlijk
De bloemwants is, als volwassen dier, altijd macropteer (langvleugelig) en kan 3 tot 3.5 mm lang worden. De kop, het halsschild en het scutellum zijn grotendeels zwart, het halsschild heeft echter een geelbruine achterrand. De voorvleugels zijn glanzend, nogal variabel gekleurd en bedekt met lichte haartjes. Het deels bruine doorzichtige gedeelte van de voorvleugels heeft een witte vlek aan het begin en aan de zijkant. Normaliter zijn de vleugels over elkaar gevouwen en zijn dus drie grote witte vlekken te zien. Soms is dit doorzichtige deel wit met aan het einde een bruine vlek. De pootjes zijn bruin en de antennes bruin of zwart. Het eerste antennesegment is vaak zeer licht, het tweede en derde segment voor de eerste helft geel en het vierde alleen aan het begin geel.

## Leefwijze
De wants overwintert als volgroeid dier. Volwassen wantsen van de nieuwe generatie verschijnen in juli en september. De dieren worden waargenomen van april tot december. Ze jagen op bladluizen en schildluizen op voornamelijk breedbladige wilgen zoals geoorde wilg (Salix aurita), boswilg (Salix caprea) en ook op katwilg (Salix viminalis).

## Leefgebied
De soort komt in Nederland algemeen voor. Het verspreidingsgebied strekt zich uit van Europa tot in Siberië.